# Skonto Riga FC
El Skonto F.K., también conocido como Skonto Riga, fue un club de fútbol con sede en Riga, la capital de Letonia. 
El equipo fue fundado en 1991, ganó la última edición de la Liga Soviética de Letonia en su primer año, y tras la independencia del país se convirtió en el dominador del fútbol nacional. Bajo las órdenes del técnico Aleksandrs Starkovs ganó de forma consecutiva las catorce primeras ediciones de la División de Honor, y de su cantera salieron la mayoría de futbolistas de la selección letona que disputaron la Eurocopa 2004. Sin embargo, el Skonto FC tras 24 años desde su fundación terminaría desapareciendo el 1 de diciembre de 2016 por problemas económicos.
Las catorce ligas consecutivas del Skonto suponen un récord en el fútbol europeo que sólo ha sido igualado en 2016 por el Lincoln Red Imps de Gibraltar.

## Historia

### Antecedentes
El surgimiento del Skonto Riga está relacionado con la situación en la que se encontraba el fútbol en Letonia. Durante la etapa soviética tan solo un equipo letón había jugado la Primera División de la URSS, y muchos de los clubes que dominaban la escena local habían desaparecido en los años 1980. En ese convulso escenario el empresario Guntis Indriksons, vinculado a la constructora Skonto Group, fundó un club de fútbol llamado «Forums-Skonto», cuya plantilla estaba formada por jugadores universitarios. La nueva entidad se proclamó vencedora del último campeonato de la RSS de Letonia en 1991.
Después de la independencia de Letonia, Indriksons estableció el actual «Skonto Futbola Klubs» el 21 de noviembre de 1991.

### Dominio nacional (1991-2010)
El Skonto fue uno de los fundadores de la Primera División de Letonia en 1991. Al término de la primera temporada hubo un empate a puntos con el RAF Jelgava, por lo que fue necesaria una final de desempate que el equipo rigués resolvió por 3:2, con goles de Astafjevs y Jeļisejevs. De este modo se proclamaría vencedor de la edición inaugural.
En 1993 se produjo la llegada como entrenador de Aleksandrs Starkovs, quien era también el director técnico sub-21 de Letonia. El nuevo técnico fue clave en la construcción del Skonto Riga como protagonista del fútbol letón: bajo su mando el equipo ganó doce ligas consecutivas hasta 2004, siete copas de Letonia y tres copas de Livonia. Tal era el dominio que Starkovs compaginó su cargo con el seleccionado letón y el dirigente Indriksons fue nombrado presidente de la Federación de Fútbol en 1996. No obstante, en el plano internacional nunca superaría las eliminatorias previas de la Liga de Campeones.
Buena parte de la generación de futbolistas letones que disputaría la Eurocopa 2004 se gestó en el vestuario del Skonto. El jugador que más veces ha defendido la camiseta riguesa es el defensa central Mihails Zemļinskis, en un total de 255 apariciones; el delantero Mihails Miholaps es el máximo goleador con 155 tantos en 216 encuentros, y jugadores como Aleksandrs Koļinko, Igors Stepanovs, Marians Pahars y Māris Verpakovskis despuntaron allí antes de dar el salto al extranjero.
La buena racha del Skonto terminó cuando Starkovs fue contratado por el Spartak de Moscú en 2004. Ni su ayudante Jurijs Andrejevs ni el técnico inglés Paul Ashworth pudieron repetir los éxitos de años anteriores, y el equipo se vio superado en el panorama nacional por clubes más modestos como el FK Ventspils y el Liepājas Metalurgs. No obstante, en la temporada 2010 reconquistaría el campeonato de liga gracias al regreso del entrenador Starkovs y los goles del delantero brasileño Nathan Júnior.

### Crisis y desaparición (2012-2016)
La situación del Skonto Riga empeoró como consecuencia de la crisis financiera de Letonia y de un cambio de rumbo en la dirección. En 2012 el fundador Guntis Indriksons tuvo que dimitir por una nueva ley de incompatibilidad de cargos, quedándose al frente de la Federación, y el entrenador Marians Pahars también renunció para dirigir a la selección sub-21. En ese tiempo la entidad había sido vendida a una sociedad offshore chipriota por 294 000 euros. A pesar de vencer la Copa de Letonia en 2012 y de buenas actuaciones bajo el técnico georgiano Tamaz Pertia, las cuentas de la entidad se quedaron en descubierto por la pérdida de patrocinadores y la insolvencia del nuevo propietario.
En 2014 el equipo ya estuvo a punto de perder la licencia federativa por impagos, si bien la organización de la Virslīga les permitió continuar con una sanción a los fichajes. En cambio, la UEFA les descalificó de las competiciones europeas por incumplimiento del código financiero. Cuando las deudas habían llegado a superar los 700 000 euros, el Skonto Riga fue descendido administrativamente a Segunda División en la temporada 2016. Ese año completó el curso sin patrocinios y con juveniles.
El Skonto declaró la bancarrota el 5 de diciembre de 2016 y confirmó su desaparición tres meses después, al haberse quedado sin licencia profesional. El fútbol base fue absorbido por el club deportivo de la Universidad Técnica de Riga.

## Uniforme
- Uniforme titular: camiseta, pantalón y medias rojas.
- Uniforme alternativo: camiseta, pantalón y medias azules.

## Estadio

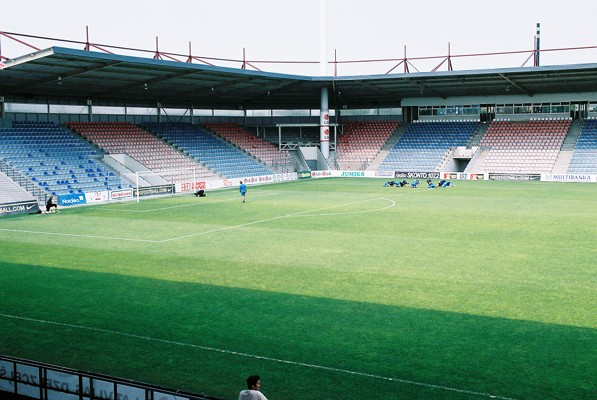
Interior del estadio Skonto.

Desde el año 2000 el Skonto Riga disponía de un campo de fútbol propio, el Estadio Skonto, con capacidad para 10 000 espectadores y césped artificial. En los alrededores se encuentra el Pabellón Skonto. Cuando fue inaugurado se trataba del estadio más moderno de Letonia, así como el único en el país que podía albergar partidos internacionales. Anteriormente el equipo tenía que jugar en el Estadio Daugava.
Hoy en día el recinto es utilizado por la selección nacional, por otros equipos de la capital letona como el Riga F.C., y para celebrar grandes conciertos.

## Jugadores
La siguiente lista recoge algunos de los futbolistas internacionales más destacados de la entidad.
| - Mihails Zemļinskis (1991-2005) - Vitālijs Astafjevs (1991-1999; 2006-2010) - Valentīns Lobaņovs (1992-1996; 2000-2001) - Imants Bleidelis (1992-1999) - Igors Stepanovs (1992-2000) - Oļegs Blagonadeždins (1992-2006) - Marians Pahars (1995-1998) - Andrejs Štolcers (1996-1997; 2006-2007) - Aleksandrs Koļinko (1996-2000) - Mihails Miholaps (1997-2007) - Juris Laizāns (1997-2000; 2010-2014) - Andrejs Rubins (1997-2007) |  | - Andrejs Piedels (1998-2007) - Māris Verpakovskis (2001-2003) - Artūrs Zakreševskis (2001-2006) - Aleksandrs Isakovs (2002-2007) - Ivans Lukjanovs (2006-2009) - Aleksandrs Cauņa (2006-2011) - Aleksandrs Fertovs (2008-2013) - Vladislavs Gutkovskis (2013-2016) - Ignas Dedura (2001-2004) - Edgaras Jankauskas (2008) - David Chaladze (1998-2001) - Nathan Júnior (2008-2012) |

## Entrenadores
- Marks Zahodins (1991-1992)
- Aleksandrs Starkovs (1993-2004)
- Jurijs Andrejevs (2004-2005)
- Paul Ashworth (2005-2009)
- Aleksandrs Starkovs (2009-2010)
- Marians Pahars (2011-2012)
- Tamaz Pertia (2013-2016)

## Palmarés
| Competición                           | Títulos                                                                                  | Subcampeonatos               |
| ------------------------------------- | ---------------------------------------------------------------------------------------- | ---------------------------- |
| Virslīga (15)                         | 1991, 1992, 1993, 1994, 1995, 1996, 1997, 1998, 1999, 2000, 2001, 2002, 2003, 2004, 2010 | 2005, 2012, 2013, 2014, 2015 |
| Copa de Letonia (8)                   | 1992, 1995, 1997, 1998, 2000, 2001, 2002, 2012                                           | 1996, 1999, 2003, 2006, 2014 |
| Copa de Livonia (3)                   | 2003, 2004, 2005                                                                         |                              |
| Liga Báltica (1)                      | 2011                                                                                     |                              |
| Liga Republicana Soviética Letona (1) | 1991                                                                                     |                              |

## Participación en competiciones europeas
| Temporada | Torneo                | Ronda            | Club                  | Casa | Visita | Global         |  |
| --------- | --------------------- | ---------------- | --------------------- | ---- | ------ | -------------- |  |
| 1992–93   | UEFA Champions League | Preliminar       | KÍ                    | 3–0  | 3–1    | 6–1            |  |
| 1992–93   | UEFA Champions League | 1                | Lech Poznań           | 0–0  | 0–2    | 0–2            |  |
| 1993–94   | UEFA Champions League | Preliminar       | NK Olimpija Ljubljana | 0–1  | 1–0    | 1–1 (11-10 p.) |  |
| 1993–94   | UEFA Champions League | 1                | Spartak Moskva        | 0–5  | 0–4    | 0–9            |  |
| 1994–95   | UEFA Cup              | Preliminar       | Aberdeen              | 1–1  | 0–0    | 1–1 (a)        |  |
| 1994–95   | UEFA Cup              | 1                | Napoli                | 1–1  | 0–3    | 1–4            |  |
| 1995–96   | UEFA Cup              | Preliminar       | NK Maribor            | 0–2  | 1–0    | 1–2            |  |
| 1996–97   | UEFA Cup              | Preliminar       | Newtown FC            | 3–0  | 4–1    | 7–1            |  |
| 1996–97   | UEFA Cup              | Clasificatoria   | Malmö FF              | 1–1  | 0–3    | 1–4            |  |
| 1997–98   | UEFA Champions League | Clasificatoria 1 | Valletta              | 2–0  | 0–1    | 2–1            |  |
| 1997–98   | UEFA Champions League | Clasificatoria 2 | FC Barcelona          | 0–1  | 2–3    | 2–4            |  |
| 1997–98   | UEFA Cup              | 1                | Real Valladolid       | 1–0  | 0–2    | 1–2            |  |
| 1998–99   | UEFA Champions League | Clasificatoria 1 | Dinamo Minsk          | 0–0  | 2–1    | 2–1            |  |
| 1998–99   | UEFA Champions League | Clasificatoria 2 | Inter de Milán        | 1–3  | 0–4    | 1–7            |  |
| 1998–99   | UEFA Cup              | 1                | FC Dynamo Moscow      | 2–3  | 2–2    | 4–5            |  |
| 1999–00   | UEFA Champions League | Clasificatoria 1 | Jeunesse Esch         | 8–0  | 2–0    | 10–0           |  |
| 1999–00   | UEFA Champions League | Clasificatoria 2 | Rapid Bucarest        | 2–1  | 3–3    | 5–4            |  |
| 1999–00   | UEFA Champions League | Clasificatoria 3 | Chelsea               | 0–0  | 0–3    | 0–3            |  |
| 1999–00   | UEFA Cup              | 1                | Widzew Łódź           | 1–0  | 0–2    | 1–2            |  |
| 2000–01   | UEFA Champions League | Clasificatoria 1 | FK Shamkir            | 2–1  | 1–4    | 3–5            |  |
| 2001–02   | UEFA Champions League | Clasificatoria 1 | F91 Dudelange         | 0–1  | 6–1    | 6–2            |  |
| 2001–02   | UEFA Champions League | Clasificatoria 2 | Wisla Kraków          | 0–1  | 1–2    | 1–3            |  |
| 2002–03   | UEFA Champions League | Clasificatoria 1 | Barry Town            | 1–0  | 5–0    | 6–0            |  |
| 2002–03   | UEFA Champions League | Clasificatoria 2 | Levski Sofía          | 0–2  | 0–0    | 0–2            |  |
| 2003–04   | UEFA Champions League | Clasificatoria 1 | Sliema Wanderers      | 3–1  | 0–2    | 3–3 (a)        |  |
| 2004–05   | UEFA Champions League | Clasificatoria 1 | Rhyl FC               | 4–0  | 3–1    | 7–1            |  |
| 2004–05   | UEFA Champions League | Clasificatoria 2 | Trabzonspor           | 0–3  | 1–1    | 1–4            |  |
| 2005–06   | UEFA Champions League | Clasificatoria 1 | FK Rabotnički         | 1–0  | 0–6    | 1–6            |  |
| 2006–07   | UEFA Cup              | Clasificatoria 1 | Jeunesse Esch         | 3–0  | 2–0    | 5–0            |  |
| 2006–07   | UEFA Cup              | Clasificatoria 2 | Molde FK              | 1–2  | 0–0    | 1–2            |  |
| 2007–08   | UEFA Cup              | Clasificatoria 1 | Dinamo Minsk          | 0–2  | 1–1    | 1–3            |  |
| 2009–10   | UEFA Europa League    | Clasificatoria 2 | Derry City            | 1–1  | 0–1    | 1–2            |  |
| 2010–11   | UEFA Europa League    | Clasificatoria 1 | Portadown             | 0–1  | 1–1    | 1–2            |  |
| 2011–12   | UEFA Champions League | Clasificatoria 2 | Wisla Kraków          | 0–1  | 0–2    | 0–3            |  |
| 2012–13   | UEFA Europa League    | Clasificatoria 2 | Hajduk Split          | 1–0  | 0–2    | 1–2            |  |
| 2013–14   | UEFA Europa League    | Clasificatoria 1 | FC Tiraspol           | 0–1  | 1–0    | 1–1 (4–2 p.)   |  |
| 2013–14   | UEFA Europa League    | Clasificatoria 2 | Slovan Liberec        | 2–1  | 0–1    | 2–2 (a)        |  |
| 2015–16   | UEFA Europa League    | Clasificatoria 1 | St Patrick's Athletic | 2–1  | 2–0    | 4–1            |  |
| 2015–16   | UEFA Europa League    | Clasificatoria 2 | Debrecen              | 2–2  | 2–9    | 4–11           |  |